# Merle Randall
Merle Randall (29 janvier 1888 - 17 mars 1950) est un physicien américain célèbre pour son travail avec Gilbert Lewis, sur une période de 25 ans, dans la mesure de la chaleur de réaction des composés chimiques et la détermination de leur équivalent en énergie libre. Leur manuel de 1923 « La thermodynamique et l'énergie libre des substances chimiques » est un ouvrage classique dans le domaine de la thermodynamique chimique.

## Éducation
Randall termine son doctorat au Massachusetts Institute of Technology en 1912 avec une thèse sur les « études sur l'énergie libre ».
Sur la base des travaux de Willard Gibbs, on savait que les réactions chimiques procédaient à un équilibre déterminé par l'énergie libre des substances participantes. En utilisant cette théorie, Gilbert Lewis passe 25 ans à déterminer les énergies libres de diverses substances. En 1923, Randall et lui publient les résultats de cette étude et formalisent la thermodynamique chimique.
En 1932, Merle Randall est l'auteur de deux articles scientifiques avec Mikkel Frandsen : « Le potentiel d'électrode standard du fer et le coefficient d'activité du chlorure ferreux  » et « Détermination de l'énergie libre de l'hydroxyde ferreux à partir des mesures de la force électromotrice ».
Selon le thermodynamicien belge Ilya Prigogine, leur influent manuel de 1923 conduit au remplacement du terme « affinité » par le terme « énergie libre » dans une grande partie du monde anglophone.